# Тайсън Гей
Тайсън Гей (на английски: Tyson Gay) е американски спринтьор, световен шампион на 100 и 200 метра гладко бягане от първенството в Осака през 2007. За пръв път се изявява силно на лекоатлетическия шампионат на САЩ през 2005, където завършва втори на 200 метра и получава виза за световното първенство в Хелзинки. Там той остава четвърти.
На Световното първенство по лека атлетика в Берлин 2009 се изправя в спринта на 100 м. срещу олимпийския шампион Юсейн Болт. Не успява да го победи (тъй като Болт постига нов световен рекорд от 9,58 сек.), но се класира на второ място, постигайки национален рекорд на САЩ с резултат 9.71 секунди.

## Лични рекорди
| Вид       | Време (секунди) | Място                   | Дата              |
| --------- | --------------- | ----------------------- | ----------------- |
| 60 метра  | 6,55            | Фейетвил, Арканзас, САЩ | 11 февруари 2005  |
| 100 метра | 9,69            | Шанхай, Китай           | 20 септември 2009 |
| 200 метра | 19,58           | Ню Йорк, САЩ            | 30 май 2009       |
| 400 метра | 44,89           | Гейнсвил, СAЩ           | 17 април 2010     |